# Syrovice
Syrovice (deutsch Serowitz) ist eine Gemeinde in Tschechien. Sie liegt 14 Kilometer südwestlich des Stadtzentrums von Brno und gehört zum Okres Brno-venkov.

## Geographie
Syrovice befindet sich beiderseits des Baches Syrůvka (Kressenbach) in der Thaya-Schwarza-Talsenke. Nördlich erhebt sich die Hájiska (281 m). Östlich des Dorfes führt die Schnellstraße R 52 (E 461) vorbei, die nächste Abfahrt 10 befindet sich bei Rajhrad.
Nachbarorte sind Ořechov und Hajany im Norden, Želešice, Popovice und Rajhrad im Nordosten, Holasice im Osten, Vojkovice im Südosten, Sobotovice im Süden, Bratčice und Dolní Kounice im Südwesten, Mělčany im Westen sowie Silůvky und Tikovice im Nordwesten.

## Geschichte
Archäologische Funde auf dem Gemeindegebiet weisen eine frühzeitliche Besiedlung nach. Die erste schriftliche Erwähnung von Syrovice erfolgte im Jahre 1294. Das Dorf gehörte anteilig dem Kloster Rosa Coeli, dem Kloster Aula Sanctae Mariae in Alt Brünn und dem Kloster der hl. Anna in Brünn. Die Dreiteilung blieb bis zur Mitte des 19. Jahrhunderts erhalten. 1714 verkaufte das Alt Brünner Kloster das Gut Hajany zusammen mit seinem Teil von Syrovice an Johann Kaschnitz von Weinberg. Dieser Anteil wurde fortan der Gutsherrschaft Hajany untertänig. Der dem Kloster Rosa Coeli zugehörige Teil wurde nach dem Untergang des Klosters der weltlichen Herrschaft Kanitz untertänig. Der dritte, dem Annenkloster gehörige, Anteil gelangte später an die Herrschaft Sokolnice. Alle drei Anteile hatten eigene Bürgermeister und Richter, zudem führten sie eigene Ortssiegel. In Syrovice liegt der Ursprung der Ritterfamilie Sekora von Seckenberg. 1733 wurde Tomáš Jan Sekora von Seckenberg in den böhmischen Adelsstand und im Jahr darauf in den Ritterstand der böhmischen Länder erhoben.
Nach der Aufhebung der Patrimonialherrschaften wurden 1848 die drei Anteile von Syrovice/Serowitz zu einer Gemeinde vereinigt. Diese gehörte ab 1850 zur Bezirkshauptmannschaft Auspitz und dem Gerichtsbezirk Židlochovice. Syrovice lag an der tschechisch-deutschen Sprachgrenze und gehörte zum tschechischen Sprachgebiet. 1938 musste ein Landstreifen östlich des Dorfes an das Deutsche Reich abgetreten werden. Dorf begannen im Jahr darauf die Bauarbeiten zur Reichsautobahn Wien-Breslau. Zwischen 1948 und 1960 gehörte die Gemeinde zum Okres Židlochovice. Nach dessen Aufhebung wurde Syrovice dem Okres Brno-venkov zugeschlagen. 1980 erfolgte die Eingemeindung von Sobotovice, Bratčice und Ledce nach Syrovice. Die drei Dörfer lösten sich 1990 wieder los.

## Gemeindegliederung
Für die Gemeinde Syrovice sind keine Ortsteile ausgewiesen.

## Sehenswürdigkeiten
- Pfarrkirche des hl. Augustin, den Renaissancebau mit kreuzförmigen Grundriss ließ Maria Cäcilie von Seckenberg im Jahre 1775 erbauen
- Kreuz aus dem Jahre 1770, bei der Kirche
- Statue des hl. Johannes von Nepomuk, an der Kirche, geschaffen 1771
- ehemalige Wassermühle am Teich, am südlichen Ortsrand
- Army Park Ořechov, nördlich des Ortes, die ehemalige Luftabwehrstellung dient heute als Militärtechnisches Museum